# Geoffry Hairemans
Geoffry Hairemans (sinh 21 tháng 10 năm 1991) là một cầu thủ bóng đá Bỉ thi đấu ở vị trí tiền vệ cho Royal Antwerp FC ở Belgian First Division A.

## Sự nghiệp
Anh gia nhập đội bóng Eerste Divisie De Graafschap ngày 22 tháng 1 năm 2010, sau khi thi đấu với Lierse S.K., K.V. Turnhout và K.S.K. Heist, anh trở về đội bóng ban đầu Royal Antwerp FC mùa giải 2015.

## Thống kê sự nghiệp
Bản mẫu:Cập nhật ngày
| Câu lạc bộ          | Mùa giải            | Giải vô địch             | Giải vô địch | Giải vô địch | Cúp  | Cúp       | Khác | Khác      | Tổng | Tổng      |
| Câu lạc bộ          | Mùa giải            | Hạng đấu                 | Trận         | Bàn thắng    | Trận | Bàn thắng | Trận | Bàn thắng | Trận | Bàn thắng |
| ------------------- | ------------------- | ------------------------ | ------------ | ------------ | ---- | --------- | ---- | --------- | ---- | --------- |
| Antwerp             | 2008–09             | Belgian Second Division  | 1            | 0            | 0    | 0         | 0    | 0         | 1    | 0         |
| Antwerp             | 2009–10             | Belgian Second Division  | 13           | 1            | 2    | 0         | 0    | 0         | 15   | 1         |
| Antwerp             | Tổng                | Tổng                     | 14           | 1            | 2    | 0         | 0    | 0         | 16   | 1         |
| De Graafschap       | 2009–10             | Eerste Divisie           | 4            | 1            | 0    | 0         | 0    | 0         | 4    | 1         |
| De Graafschap       | 2010–11             | Eredivisie               | 5            | 0            | 1    | 0         | 0    | 0         | 6    | 0         |
| De Graafschap       | 2011–12             | Eredivisie               | 2            | 0            | 0    | 0         | 0    | 0         | 2    | 0         |
| De Graafschap       | Tổng                | Tổng                     | 11           | 1            | 1    | 0         | 0    | 0         | 12   | 1         |
| Lierse              | 2011–12             | Belgian Pro League       | 5            | 0            | 1    | 0         | 0    | 0         | 6    | 0         |
| Lierse              | 2012–13             | Belgian Pro League       | 10           | 0            | 0    | 0         | 0    | 0         | 10   | 0         |
| Lierse              | 2013–14             | Belgian Pro League       | 0            | 0            | 0    | 0         | 0    | 0         | 0    | 0         |
| Lierse              | Tổng                | Tổng                     | 15           | 0            | 1    | 0         | 0    | 0         | 16   | 0         |
| Turnhout (mượn)     | 2012–13             | Belgian Third Division   | 11           | 3            | 0    | 0         | 0    | 0         | 11   | 3         |
| Turnhout (mượn)     | 2013–14             | Belgian Third Division   | 26           | 5            | 0    | 0         | 2    | 1         | 28   | 6         |
| Heist               | 2014–15             | Belgian Second Division  | 29           | 4            | 1    | 0         | 0    | 0         | 30   | 4         |
| Antwerp             | 2015–16             | Belgian Second Division  | 28           | 6            | 3    | 1         | 0    | 0         | 31   | 7         |
| Antwerp             | 2016–17             | Belgian First Division B | 23           | 2            | 2    | 0         | 0    | 0         | 25   | 2         |
| Antwerp             | 2017–18             | Belgian First Division A | 22           | 3            | 1    | 0         | 0    | 0         | 23   | 3         |
| Antwerp             | Tổng                | Tổng                     | 73           | 11           | 6    | 1         | 0    | 0         | 79   | 12        |
| Tổng cộng sự nghiệp | Tổng cộng sự nghiệp | Tổng cộng sự nghiệp      | 179          | 24           | 11   | 1         | 2    | 1         | 192  | 26        |

1. ↑  Appearances in Promotion play-offs